# Liste der Kulturdenkmäler in Dedenbach
In der Liste der Kulturdenkmäler in Dedenbach sind alle Kulturdenkmäler der rheinland-pfälzischen Ortsgemeinde Dedenbach aufgeführt. Grundlage ist die Denkmalliste des Landes Rheinland-Pfalz (Stand: 12. Juni 2023).

## Einzeldenkmäler
| Bezeichnung                            | Lage                                                                  | Baujahr                 | Beschreibung                                                                          | Bild                                    |
| -------------------------------------- | --------------------------------------------------------------------- | ----------------------- | ------------------------------------------------------------------------------------- | --------------------------------------- |
| Katholische Kapelle St. Maria Virgines | Kapellenstraße 6 Lage                                                 | 1894                    | Saalbau, 1894, Architekt Caspar Clemens Pickel, Düsseldorf                            | weitere Bilder Fotos hochladen          |
| Kreuze                                 | Kapellenstraße, Ecke Hauptstraße Lage                                 | 1617 und 1714           | Wegekreuz; Nischentyp, bezeichnet 1617; Grabkreuz, bezeichnet 1714                    | BW                                      |
| Wegekreuz                              | nördlich von Dedenbach                                                | 1761                    | Wegekreuz, bezeichnet 1761                                                            | Direkt Bild zu diesem Denkmal hochladen |
| Wegekreuze                             | nordwestlich von Dedenbach; Flur Im Kelters Lage                      | 17. bis 19. Jahrhundert | Wegekreuz, Nischentyp, 17. bis 19. Jahrhundert; zweites Kreuz aus dem 19. Jahrhundert | BW                                      |
| Wegekreuz                              | östlich von Dedenbach und nördlich von Rodder; Flur Am Schälkopf Lage | 1780                    | Wegekreuz, Nischentyp, bezeichnet 1780                                                | BW                                      |
| Wegekreuz                              | südöstlich von Dedenbach; Flur Im Matzgraben Lage                     | 1666                    | Kreuzfragment, bezeichnet 1666                                                        | BW                                      |
| Kreuze                                 | westlich von Dedenbach; Flur Auf der Ackerhohl Lage                   | 1707 und 1822           | Grabkreuz, bezeichnet 1822, und Kreuzfragment, Nischentyp, bezeichnet 1707            | BW                                      |